# Білоокий В'ячеслав Васильович
В'ячеслав Васильович Білоокий (англ. Viacheslav Bilookyi, 27 серпня 1961 р., село Кам'янка Глибоцького району, Чернівецька область) — український вчений, хірург, доктор медичних наук, професор, декан стоматологічного факультету Буковинського державного медичного університету.

## Життєпис
Протягом 1968—1978 роках навчався в Хотинській середній школі № 4 імені К. Галкіна, яку закінчив із золотою медаллю. У 1978 році вступив до Чернівецького державного медичного інституту, після закінчення якого у 1984 році почав працювати лікарем-інтерном у хірургічному відділенні Кам'янець-Подільської міської лікарні. З 1985 по 1986 роки працював лікарем-хірургом Славутської ЦРЛ Хмельницької області. З 1986 року по 1990 рік — лікар-хірург Сторожинецької ЦРЛ Чернівецької області.
Впродовж 1990—1992 років проходив навчання в клінічній ординатурі на кафедрі факультетської хірургії Чернівецького державного медичного інституту, після закінчення якої був обраний на посаду асистента цієї ж кафедри. У 1994 році успішно захистив кандидатську дисертацію на з тему: «Ендотоксикоз при гострій хірургічній патології та методи його діагностики».
У жовтні 1998 році призначений заступником декана Буковинської державної медичної академії, а в 2000 році обраний доцентом кафедри факультетської хірургії, ЛОР та очних хвороб.
З 2008 року обіймає посаду декана новоствореного стоматологічного факультету Буковинського державного медичного університету. У 2009 році захистив дисертацію на здобуття наукового ступеня доктора медичних наук за темою «Клініко-експериментальне обґрунтування діагностики та хірургічного лікування жовчного перитоніту».
У вересні 2010 року переведений на посаду професора кафедри хірургії, а з
1 листопада 2011 року рішенням атестаційної колегії присвоєно вчене звання професора кафедри хірургії.

## Наукова діяльність
Напрям наукових досліджень професора Білоокого В. В. стосується розробки патогенетично обґрунтованої концепції діагностики та хірургічного лікування
Хворих на жовчний перитоніт. Діагностики та лікування захворювань щитоподібної та паращитоподібних залози.       
Вчений є автором 7 монографій та понад 400 наукових праць, 42 винаходи, та 27 раціоналізаторських пропозицій, 3 нововведень, 2 навчальних посібників.
Наукові ідентифікатори Viacheslav Bilookyi (станом на початок 2024року):
SCOPUS Author ID: https://ua.h-index.com/en/author/6505890514
Researcher ID (Web of Science): В-6672-2017; h-іndех 1 [2, 3]
ORCID:  https://orcid.org/0000-0001-9921-7178
Google Scholar профіль: h-іndex 1, і10-index 1[5]

## Методична діяльність
Під його керівництвом захищені кандидатські дисертації: Ткачук Н.П, (2021). Участь в атестації наукових кадрів як офіційного опонента: дисертації Боднар Т. В., 2016 р. у Тернопільському національному медичному університеті ім.. І. Я. Горбачевського МОЗ України.
У 2020—2021 роках був членом разових спеціалізованих вчених рад: З жовтня 2022 року наказом № 894 являться членом спеціалізованої вченої ради з присудження наукового ступеня доктора наук з хірургії, анатомії та стоматології.         

## Нагороди та відзнаки
В'ячеслав Білоокий нагороджений: Грамотою МОЗ — 2010 р., Грамотою Верховної Ради України — 2012 р.,
Дипломом Лауреата премії Чернівецької обласної державної адміністрації ім. В. Залозецького,
2016 р.,  Грамотами та Подяками Буковинської державної медичного університету — 1999 р., 2004 р., 2010 р., 2011 р.
Наказом президента України № 398  від 1.12.17  присвоєно Почесне звання «Заслужений лікар Україні» за вагомий особистий внесок у розвиток медичної науки, високий професіоналізм, активну участь у громадському житті, за значні успіхи у медичний практиці.

## Вибрані наукові праці
Найбільш вагомі наукові дослідження представлені в наступних монографіях:
1.     «Перитоніт як ускладнення гострого холециститу» (2000 р.),
2.     «Місцевий перитоніт» (2001 р.),
3.     «Біліарний перитоніт» (2003 р.),
4.     «Жовчний перитоніт: патофізіологія та лікування» (2011 р.),
5.     «Перитоніт — одвічна проблема невідкладної хірургії» (2012 р.).
6.     «Діагностика та лікування жовчного перитоніту» (2022 р.)
7.     Bilookiy, V.V.; Effect of water diuresis with hydrogen saturation on the course of acute kidney damage during the separation of oxidation and phosphorylation. Journal of medicine and life 2022 | Journal article.
8.     Bilookyi, V.V.;  Pathophysiology of molecular hydrogen influence on acute kidney damage in hemic hypoxia. Clinical and experimental pathology 2022-06-21 | Journal article.
9.     Bilookyi, V.V.; Systemic inflammation in the pathogenesis of irritable bowel syndrome associated with obesity. Journal of medicine and life 2021 | Journal article
10.   Bilookyi, V.V.;  The use of molecular hydrogen in correction of no-reflow syndrome in the polyuric stage of sublimate nephropathy. Georgian medical news 2021 | Journal article.
11.  Bilookyi, V.V.;  Mechanism of influence of molecular hydrogen on the function of the proximal tubule of the nephron in irritatable bowel syndrome. Journal of Education, Health and Sport 2021-02-15 | Journal article.
12.  Viacheslav Bilookyi. Аналіз ролі усвідомленості процесу харчування в поліпшенні викладання та засвоєння фундаментальних теоретичних та клінічних дисциплін. Актуальні питання суспільних наук та історії медицини 2020-11-14 | Journal article.
13.  Viacheslav Bilookyi; Корекція ушкодження проксимального відділу нефрона за синдрому подразненого кишечника. Актуальні проблеми сучасної медицини: Вісник Української медичної стоматологічної академії 2018 | Journal article.
14.  Bilookyi, V.V.;  The role of cytokines in the kidney dysfunction under conditions of irritable bowels syndrome development. Clinical and experimental pathology 2018-11-28 | Journal article.
15.  Viacheslav Bilookyi. The role of abdominal microflora of the colon in the impaired renal function in the development of irritable bowel syndrome. Klinicheskaya Khirurgiya 2000 | Journal article.
16.  Bilookyi, V.V.;  The treatment of paravesicular infiltrates in acute destructive cholecystitis with calculi, Likuvannia prymikhurovoho infil'tratu pry hostromu destruktyvnomu kal'kul'oznomu kholetsystyti. Klinichna khirurhiia / Ministerstvo okhorony zdorov'ia Ukraïny, Naukove tovarystvo khirurhiv Ukraïny 1997 | Journal article.